# James Fawler
Ne doit pas être confondu avec James Fowler.
Pour l’article homonyme, voir Fawler.
James Fawler, de son vrai nom Gérard Roboly, est le guitariste rythmique du groupe Les Chats Sauvages et le frère du guitariste solo John Rob.

## Biographie
Tous les deux niçois, James Fawler et John Rob furent à l'origine de la fondation du groupe avec Dick Rivers en 1961. Ils font leurs débuts devant une poignée de jeunes dans le sous-sol du café "Le London" en 1959 qui était situé Place Garibaldi à Nice en compagnie d'un pianiste inconnu à l'époque, Bernard Arcadio.
Après avoir été jouer pour tenter leur chance sur "La Rivièra Italienne" pendant quelque temps au Festival de Sanremo, ils décident de monter à Paris pour tenter leur deuxième chance, avec succès.
Après avoir trouvé un batteur en la personne de Willy Lewis pour passer une audition devant les représentants de Pathé Marconi, les parents du groupe signe un contrat de 3 ans avec une clause d'exclusivité. Leur premier EP 45T sort le 26 mai 1961 avec des adaptations de chansons anglaises. Leur dernier disque EP 45T est publié en mai 1964, et contient un énorme succès de Mort Shuman, Obsession, qui devient un tube classé au Hit Parade de Salut les copains. Gérard fut pendant quelque temps le petit ami de la chanteuse Zouzou.
Au cours d'un voyage au Québec, Gérard Roboly tente sa chance et chante sous le nom de Gérard Kelly sans succès.
Il dirige plus tard en 1995, Rue Cagnoli, le studio LCS à Nice où le groupe enregistra un CD édité en 1999.
Actuellement à la retraite, Gérard Roboly était en 1989 antiquaire à Nice, Rue Emmanuel Philibert dans le quartier des antiquaires, avec un magasin d'exposition. Leur mère ayant exercée ce métier dans le passé, il en avait pris la succession.

## Sources
- Sources : Hamburger, Pan-Bagnat, Rock'n roll, etc. de Dick Rivers - 1986
- Interview et discussion en juillet 1989 dans son magasin à Nice
- "La belle histoire des groupes de rock français des années 60" - Jean Chalvidant et Hervé Mouvet - Édition F. Lanore. 191 pages. (2001)